# Альфредо Морено
Альфредо Морено (ісп. Alfredo Moreno, нар. 12 січня 1980, Сантьяго-дель-Естеро — 8 грудня 2021) — аргентинський футболіст, що грав на позиції нападника, зокрема за клуб «Некакса».

## Ігрова кар'єра
У дорослому футболі дебютував 1999 року виступами за команду «Бока Хуніорс», в якій протягом року взяв участь у 16 матчах чемпіонату. Протягом насутпих дво років грав у Мексиці за «Некаксу» та на батьківщині за «Расінг» (Авельянеда). Частину 2002 року провів у китайському  «Шаньдун Лунен», після чого нетривалий час перебував у московському «Локомотиві», після чого, не провівши жодної гри за «залізничників», повернувся до рідного «Бока Хуніорс».
У складі «Боки» також не зміг стати гравцем основного складу і 2003 року знову приєднався до мексиканського клубу «Некакса». Тут протягом насутпних трьох років був ключовим гравцем атакувальної ланки і забив 42 голи у 132 матчах чемпіонату. Залишивши «Некаксу» у 2006 року, протягом наступного десятиріччя продовжував грати у Мексиці, змінивши цілу низку місцевих команд. В Апертурі мексиканської першості 2007 року, граючи за «Сан-Луїс», забив 18 голів і здобув титул найкращого бомбардира змагання.
Завершував ігрову кар'єру у команді «Селая», за яку виступав на правах оренди з «Тіхуани» протягом 2016—2018 років.